# Heidi Montag
Heidi Blair Montag Pratt (ur. 15 września 1986 w Crested Butte, Kolorado) – amerykańska piosenkarka, autorka słów piosenek, celebrytka i osobowość telewizyjna. Najbardziej znana z reality show telewizji MTV Wzgórza Hollywood (The Hills). Żona Spencera Pratta.

## Kariera

### Reality show
Urodziła się w Crested Butte w stanie Kolorado. Po ukończeniu liceum przeprowadziła się do Kalifornii, by uczęszczać do Academy of Art University w San Francisco. Tam spotkała Lauren Conrad, która była jedną z głównych bohaterek reality show Laguna Beach. Obie dostały się do Fashion Institute of Design & Merchandising w Los Angeles. Lauren dostała swój program Wzgórza Hollywood (The Hills), którego premiera odbyła się 31 maja 2006 roku. Heidi również pojawiła się w programie, dzieliła pokój z Lauren i uczęszczała do Fashion Institute of Design & Merchandising. W 2005 roku zrezygnowała ze studiowania w Fashion Institute, gdyż została zatrudniona w Bolthouse Productions.
Pojawiła się w każdym odcinku sezonu pierwszego i drugiego Wzgórz Hollywood i w sezonie trzecim, który rozpoczął się 13 sierpnia 2007 roku. Latem 2006 roku zaczęła spotykać się z innym uczestnikiem programu, managerem Brody'ego Jennera, Spencerem Prattem. Sezon drugi Wzgórz (emitowany od stycznia do kwietnia 2007) skupił się przede wszystkim na relacji między Heidi a Spencerem oraz jej przyjaźni z Lauren Conrad i Audriną Patridge. W finale drugiego sezonu Heidi wyprowadziła się z mieszkania Lauren i przeprowadziła się do domu Spencera. Chociaż nie mieszkała już z przyjaciółką, dalej utrzymywały kontakt. Przyjaźń zakończyła się po tym, kiedy Lauren obwiniła Heidi i Spencera o opublikowanie jej seks taśmy z byłym chłopakiem Jasonem Wahlerem.
W kwietniu 2009 roku, razem z mężem Spencerem, pojawiła się w reality show I'm a Celebrity... Get Me out of Here. Ich występ był szeroko krytykowany, gdyż para twierdziła, że podczas nagrania byli torturowani. Po czterech dniach opuścili program. Szybko jednak zmienili swoje zdanie i znów powrócili do programu. Niestety, po wykryciu u Heidi wrzodów żołądka, para musiała opuścić program już na zawsze. Po wyjściu ze szpitala Heidi, oznajmili, iż nigdy nie byli torturowani w show.
W listopadzie 2009 roku przeszła serię operacji plastycznych. W styczniu 2010 roku, na łamach magazynu People, pokazała swój nowy wizerunek. Została ostro skrytykowana za całkowitą zmianę rysów swojej twarzy. Poza tym powiększyła piersi do rozmiaru DDD.

### Telewizja
W listopadzie 2008 roku Heidi i Spencer zagrali w odcinku sitcomu telewizji CBS Jak poznałem waszą matkę (How I Met Your Mother). Odcinek, w którym zagrali siebie został wyemitowany w styczniu 2009 roku.

### Muzyka
W lutym 2007 roku Heidi zaczęła pracę nad swoim debiutanckim albumem z producentem Davidem Fosterem. 16 sierpnia 2007 roku odbyła się premiera jej piosenki "Body Language", w której Heidi rapuje.
5 lutego 2008 roku odbyła się premiera pierwszego singla "Higher" na iTunes. Piosenka nie zdobyła jednak pochlebnych recenzji, zarówno od krytyków, jak i od słuchaczy. W następnym miesiącu Heidi wydała swój drugi singel "No More", którego premiera również odbyła się na iTunes. W czerwcu 2008 roku wydała kolejne dwa single: "Fashion" oraz "One More Drink". Wyjawiła również zainteresowaniem nagraniem chrześcijańskiego albumu.
23 sierpnia 2009 roku wystąpiła na żywo podczas Miss Universe 2009 na Bahamach. Zaśpiewała piosenkę "Body Language".
11 stycznia 2010 roku odbyła się premiera jej debiutanckiego albumu "Superficial". W pierwszym tygodniu sprzedaży płyta rozeszła się w zaledwie 658 kopiach.

### Linia odzieżowa
Ma swoją własną linię odzieżową "Heidiwood". Swoją kolekcję zaprezentowała w Nowym Jorku w programie MTV Total Request Live (TRL) oraz w Hollywood 11 kwietnia 2008 roku.